# 선데이 (가수)
선데이(본명: 진보라 (陳寶拉), 1987년 1월 12일 ~ )는 대한민국의 가수, 배우, MC이다. 2004년 일본 싱글 1집 리라노카타오모이(일본어: リラの片想い)로 데뷔하면서 솔로 가수 활동을 하다가 2005년에 SM 엔터테인먼트 소속 4인조 여성 음악 그룹 천상지희의 멤버로 활동하였다. 현재 중앙대학교 공연영상창작학부 휴학 중이다.

## 학력
- 중앙대학교 공연영상창작학부 (휴학)

## 음반 목록
솔로 음반 목록
- 2004: 《리라노카타오모이》
- 2005: 《우소쓰키BOY》

그룹 음반 목록
유닛 음반 목록

## 음반 외 활동
뮤직비디오 출연
- 2001년 Fly To The Sky Maybe God Knows 뮤직비디오 출연

MC/진행
- 2005년~2008년 쇼 뮤직탱크 MC

콜라보레이션
- 2009년 H-유진 사랑경보 피쳐링

뮤지컬
- 2010년 락 오브 에이지 쉐리 역
- 2011년 젊음의 행진 오영심 역
- 2012년 환상의 커플 나상실, 안나 역
- 2013년 하이스쿨뮤지컬 샤페이 역
- 2014년 Singing In The Rain 리나 라몬드 역
- 2014년 조로 루이사 역
- 2015년 하루 민연두 역
- 2016년 김종욱찾기 그여자 역

방송
- 2011년 tvN 오페라스타 2011

드라마/시트콤
- 2012년 SBS Plus 오마이갓x2 진보라 역